# Бой под Сарыбулаком
Бой под Сарыбулаком — двухдневный бой между отрядом казаков Д. И. Романовского и отрядом джигитов Сыздык-султана закончившийся отступлением казаков.

## Предыстория
8 мая 1866 года 40-тысячная армия Музаффара была разбита в Ирджарской битве. Потери бухарской армии составили около 1 000 человек. Д.И. Романовский, командовавший русским отрядом (14 рот пехоты, 500 казаков, 20 орудий и 8 ракет), понес потери лишь в 1 убитого и 12 раненых.

## Бой
В это же самое время у форта № 1 неожиданно появился Сыздык-султан со своим отрядом из 800 джигитов и напал на отряд из 100 казаков.
После двухдневного боя под Сарыбулаком казаки потеряли 20 человек убитыми и пять ранеными и были вынуждены отступить, бросив часть своего имущества, в том числе оружие, лошадей и верблюдов. Сам Сыздык потерял 22 человека убитыми и 40 ранеными.